# Bartolomeo della Rovere
Bartolomeo della Rovere (Savona, 1447 – Roma, 1496) è stato un patriarca cattolico italiano, nipote di Francesco (1414-1484), futuro papa Sisto IV e fratello di Giovanni Della Rovere e di Giuliano (1443-1513), futuro papa Giulio II.

## Biografia
Era figlio di Raffaello della Rovere e di Teodora Manirolo, di origini greche. Entrò nell'Ordine dei frati minori e, quando lo zio Francesco divenne  papa Sisto IV, lo elesse il 17 aprile 1472 a vescovo di Massa Marittima e l'11 luglio 1474 fu trasferito a Ferrara. Fu anche Castellano di Sant'Angelo. 
Papa Alessandro VI, nel 1493, gli intimò di lasciare la sede di Ferrara per favorire Giovanni Borgia, suo parente.
Morì nel 1496.

## Successione apostolica
La successione apostolica è:
- Vescovo Dominique Boursey (1474)

## Ascendenza
|                                |   |                   | Genitori          |  |  | Nonni |  |  | Bisnonni |  |  | Trisnonni |  |
|                                |   |                   |                   |  |  |       |  |  | …        |  |  | …         |  |
|                                |   |                   |                   |  |  |       |  |  | …        |  |  | …         |  |
|                                |   | …                 |                   |  |  |       |  |  | …        |  |  |           |  |
| Leonardo Beltramo della Rovere |   |                   |                   |  |  |       |  |  | …        |  |  |           |  |
|                                |   | …                 | …                 |  |  |       |  |  |          |  |  |           |  |
|                                |   | …                 | …                 |  |  |       |  |  |          |  |  |           |  |
|                                |   | …                 | …                 |  |  |       |  |  |          |  |  |           |  |
| Raffaello della Rovere         |   | …                 |                   |  |  |       |  |  |          |  |  |           |  |
|                                |   | Giovanni Monleone | Giovanni Monleone |  |  |       |  |  |          |  |  |           |  |
|                                |   | Giovanni Monleone | Giovanni Monleone |  |  |       |  |  |          |  |  |           |  |
|                                |   | Giovanni Monleone | …                 |  |  |       |  |  |          |  |  |           |  |
| Luchina Monleone               |   | Giovanni Monleone |                   |  |  |       |  |  |          |  |  |           |  |
|                                |   | Caterina Cipolla  | …                 |  |  |       |  |  |          |  |  |           |  |
|                                |   | Caterina Cipolla  | …                 |  |  |       |  |  |          |  |  |           |  |
|                                |   | Caterina Cipolla  | …                 |  |  |       |  |  |          |  |  |           |  |
| Bartolomeo della Rovere        |   | Caterina Cipolla  |                   |  |  |       |  |  |          |  |  |           |  |
|                                | … | …                 |                   |  |  |       |  |  |          |  |  |           |  |
|                                | … | …                 |                   |  |  |       |  |  |          |  |  |           |  |
|                                | … | …                 |                   |  |  |       |  |  |          |  |  |           |  |
| Giovanni Manirolo              | … |                   |                   |  |  |       |  |  |          |  |  |           |  |
|                                |   | …                 | …                 |  |  |       |  |  |          |  |  |           |  |
|                                |   | …                 | …                 |  |  |       |  |  |          |  |  |           |  |
|                                |   | …                 | …                 |  |  |       |  |  |          |  |  |           |  |
| Teodora Manirolo               |   | …                 |                   |  |  |       |  |  |          |  |  |           |  |
|                                |   | …                 | …                 |  |  |       |  |  |          |  |  |           |  |
|                                |   | …                 | …                 |  |  |       |  |  |          |  |  |           |  |
|                                |   | …                 | …                 |  |  |       |  |  |          |  |  |           |  |
| …                              |   | …                 |                   |  |  |       |  |  |          |  |  |           |  |
|                                |   | …                 | …                 |  |  |       |  |  |          |  |  |           |  |
|                                |   | …                 | …                 |  |  |       |  |  |          |  |  |           |  |
|                                |   | …                 | …                 |  |  |       |  |  |          |  |  |           |  |
|                                |   | …                 |                   |  |  |       |  |  |          |  |  |           |  |